# Список визуальных романов Higurashi no Naku Koro ni
В данном списке в хронологическом порядке перечисляются визуальные романы серии Higurashi no Naku Koro ni (яп. ひぐらしのなく頃に Хигураси но наку коро ни, рус. «Когда плачут цикады») и их главы. Первоначально каждая из глав (яп. 編 Хэн) игры выпускалась в качестве самостоятельного кинетического визуального романа на Комикетах додзин-кружком 07th Expansion для персональных компьютеров. Начиная с 2007 года, компаниями Alchemist, Kaga Create и Entergram было осуществлено профессиональное издание портированных версий игры на различные игровые приставки, выпуск которых сопровождался появлением в игре новых глав. Отдельные главы получили адаптации в виде аниме, манги и ранобэ.
| Часть                                                        | № п/п | Название | Дата выхода          | Прим.  |
| ------------------------------------------------------------ | ----- | --- | -------------------- | ------ |
| Higurashi no Naku Koro ni (яп. ひぐらしのなく頃に)           | 1     | Onikakushi-hen (яп. 鬼隠し編 Оникакуси-хэн, Глава о похищенных демонами) | 10 августа 2002 года | [ 1 ]  |
| Higurashi no Naku Koro ni (яп. ひぐらしのなく頃に)           | 1     | Эта глава знакомит зрителя с миром «Higurashi no Naku Koro ni». Игроку показывают размеренную сельскую жизнь Хинамидзавы, деятельность местного «клуба», новых друзей Кэйити и дружбу героев в целом. Жуткие вещи начинают происходить после фестиваля Ватанагаси, когда Кэйити всё сильнее убеждается, будто Рэна и Мион скрывают от него что-то страшное, а затем и вовсе пытаются его убить. В этой главе Рэна и Мион показаны в качестве преступниц. |                      |        |
| Higurashi no Naku Koro ni (яп. ひぐらしのなく頃に)           | 2     | Watanagashi-hen (яп. 綿流し編 Ватанагаси-хэн, Глава о хлопковых корабликах) | 29 декабря 2002 года | [ 2 ]  |
| Higurashi no Naku Koro ni (яп. ひぐらしのなく頃に)           | 2     | Без объяснения причин история словно откатывается назад, рассказ начинается с начала. К этой главе игрок уже имеет общее представление о том, как протекает жизнь в Хинамидзаве и наблюдает новое развитие с некоторыми отличиями от прошлого раза. Цепочка зловещих событий вновь начинается с окончания фестиваля Ватанагаси. Друзей Кэйити и просто различных жителей деревни одного за другим уносит в неизвестность проклятие древнего стража Хинамидзавы, Оясиро-сама, и с этими исчезновениями явно кажутся связанными сёстры-близнецы Сонодзаки. В этой главе впервые появляется Сион Сонодзаки, при этом как преступница представлена Мион. |                      |        |
| Higurashi no Naku Koro ni (яп. ひぐらしのなく頃に)           | 3     | Tatarigoroshi-hen (яп. 祟殺し編 Татаригороси-хэн, Глава о смертоносном проклятии) | 15 августа 2003 года | [ 3 ]  |
| Higurashi no Naku Koro ni (яп. ひぐらしのなく頃に)           | 3     | Новый откат назад. Эта глава дольше двух предыдущих и является более напряжённой и запутанной. Кэйити применяет самые отчаянные меры для помощи своим друзьям, однако, чем больше умирает людей из его окружения, тем очевидней для него кажется причастность к загадочным смертям кого-то, способного напрямую управлять проклятием Оясиро-сама. Ключевым персонажем, а также главной «жертвой», выступает Сатоко Ходзё, а преступником — Кэйити Маэбара. |                      |        |
| Higurashi no Naku Koro ni (яп. ひぐらしのなく頃に)           | 4     | Himatsubushi-hen (яп. 暇潰し編 Химацубуси-хэн, Глава о потерянном времени) | 13 августа 2004 года | [ 4 ]  |
| Higurashi no Naku Koro ni (яп. ひぐらしのなく頃に)           | 4     | Эта глава служит одновременно предысторией и продолжением главы об убийстве напасти. В отличие от трёх предыдущих историй, эта глава рассказывается от лица молодого полицейского следователя из Токио по имени Мамору Акасака, приехавшего в Хинамидзаву, чтобы расследовать похищение внука политика, ответственного за строительство злополучной дамбы в деревне. Вскоре он становится вовлечён в тайны Хинамидзавы. В этой главе Рика Фурудэ показана как ключ к раскрытию тайн загадочных событий вокруг деревни, но трагедий избежать не удаётся.                                                                                              |                      |        |
| Higurashi no Naku Koro ni Kai (яп. ひぐらしのなく頃に解)     | 1     | Meakashi-hen (яп. 目明し編 Мэакаси-хэн, Глава о раскрытии тайны) | 30 декабря 2004 года | [ 5 ]  |
| Higurashi no Naku Koro ni Kai (яп. ひぐらしのなく頃に解)     | 1     | Решение загадки главы Watanagashi-hen. Раскрывающая глава включает в себя события главы о хлопковых корабликах, рассказанные от лица Сион Сонодзаки, с несколькими изменениями. В этой главе видна и настоящая причина кровавых преступлений, совершенных в Watanagashi-hen — любовь. |                      |        |
| Higurashi no Naku Koro ni Kai (яп. ひぐらしのなく頃に解)     | 2     | Tsumihoroboshi-hen (яп. 罪滅し編 Цумихоробоси-хэн, Глава об искуплении) | 14 августа 2005 года | [ 6 ]  |
| Higurashi no Naku Koro ni Kai (яп. ひぐらしのなく頃に解)     | 2     | Решение загадки главы Onikakushi-hen. В отличие от раскрывающей главы, Tsumihoroboshi-hen сильно отличается от графика, по которому следует развитие сюжета её арки вопросов. В главе об искуплении Рэна попадает в такую же ситуацию, что и Кэйити в Onikakushi-hen: она совершает страшные поступки и подозревает своих друзей во враждебности. Это первая глава с условно хорошим финалом, хотя в подсказке из игры есть намёк на неотвратимую зловещую концовку. |                      |        |
| Higurashi no Naku Koro ni Kai (яп. ひぐらしのなく頃に解)     | 3     | Minagoroshi-hen (яп. 皆殺し編 Минагороси-хэн, Глава о массовой казни) | 30 декабря 2005 года | [ 7 ]  |
| Higurashi no Naku Koro ni Kai (яп. ひぐらしのなく頃に解)     | 3     | Разгадка главы об убийственном проклятии; однако объясняет эта арка и все ключевые вопросы предыдущих глав. Эта глава рассказывается от лица Рики Фурудэ. Самое главное — в главе о казни устанавливается личность настоящего преступника. Теперь становится необходимым ещё одно усилие, чтобы привести историю к счастливой развязке. |                      |        |
| Higurashi no Naku Koro ni Kai (яп. ひぐらしのなく頃に解)     | 4     | Matsuribayashi-hen (яп. 祭囃し編 Мацурибаяси-хэн, Глава о подыгрывании фестивалю) | 13 августа 2006 года | [ 7 ]  |
| Higurashi no Naku Koro ni Kai (яп. ひぐらしのなく頃に解)     | 4     | После главы о казни обнаружен замысел преступников, все куски головоломки собраны, для героев остаётся лишь сложить эти кусочки гигантской мозаики воедино, чтобы разрушить барьер июня 1983 года. Глава о празднике является заветным хорошим концом «Higurashi no Naku Koro ni», после которой никаких смертей уже не происходит. |                      |        |
| Higurashi no Naku Koro ni Rei (яп. ひぐらしのなく頃に礼)     | 1     | Saikoroshi-hen (яп. 賽殺し編 Сайкороси-хэн, Глава об убийственных игральных костях) | 31 декабря 2006 года | [ 8 ]  |
| Higurashi no Naku Koro ni Rei (яп. ひぐらしのなく頃に礼)     | 1     | |                      |        |
| Higurashi no Naku Koro ni Rei (яп. ひぐらしのなく頃に礼)     | 2     | Batsukoishi-hen (яп. 罰恋し編 Бацукоиси-хэн, Глава о любви к наказаниям) | 31 декабря 2006 года | [ 8 ]  |
| Higurashi no Naku Koro ni Rei (яп. ひぐらしのなく頃に礼)     | 2     | |                      |        |
| Higurashi no Naku Koro ni Rei (яп. ひぐらしのなく頃に礼)     | 3     | Hirukowashi-hen (яп. 昼壊し編 Хируковаси-хэн, Глава о рассвете) | 31 декабря 2006 года | [ 8 ]  |
| Higurashi no Naku Koro ni Rei (яп. ひぐらしのなく頃に礼)     | 3     | |                      |        |
| Higurashi no Naku Koro ni Matsuri (яп. ひぐらしのなく頃に祭) | 1     | Taraimawashi-hen (яп. 盥回し編 Тараимаваси-хэн, Глава перекладывания ответственности) | 22 февраля 2007 года | [ 9 ]  |
| Higurashi no Naku Koro ni Matsuri (яп. ひぐらしのなく頃に祭) | 1     | Альтернативное развитие первых двух глав — Onikakushi-hen и Watanagashi-hen. Данная глава значительно короче всех предыдущих и строится на принципе невмешательства Кейити в дела деревни. Кейити, узнав о серии убийств, под давлением Мион и Рены принимает решение самоустраниться от решения тайн, что приводит к плачевным последствиям. Антагонистами в данной главе выступают Мион и Рена. |                      |        |
| Higurashi no Naku Koro ni Matsuri (яп. ひぐらしのなく頃に祭) | 2     | Tsukiotoshi-hen (яп. 憑落し編 Цукиотоси-хэн, Глава одержимости) | 22 февраля 2007 года | [ 9 ]  |
| Higurashi no Naku Koro ni Matsuri (яп. ひぐらしのなく頃に祭) | 2     | |                      |        |
| Higurashi no Naku Koro ni Matsuri (яп. ひぐらしのなく頃に祭) | 3     | Miotsukushi-hen (яп. 澪尽し編 Миоцукуси-хэн, Глава об истощении потока) | 22 февраля 2007 года | [ 9 ]  |
| Higurashi no Naku Koro ni Matsuri (яп. ひぐらしのなく頃に祭) | 3     | |                      |        |
| Higurashi no Naku Koro ni Kizuna (яп. ひぐらしのなく頃に絆)  | 1     | Someutsushi-hen (яп. 染伝し編 Сомэуцуси-хэн, Глава о следующем пятне) | 26 июня 2008 года    | [ 10 ] |
| Higurashi no Naku Koro ni Kizuna (яп. ひぐらしのなく頃に絆)  | 1     | |                      |        |
| Higurashi no Naku Koro ni Kizuna (яп. ひぐらしのなく頃に絆)  | 2     | Kageboushi-hen (яп. 影紡し編 Кагэбо:си-хэн, Глава о плетении теней) | 27 ноября 2008 года  | [ 11 ] |
| Higurashi no Naku Koro ni Kizuna (яп. ひぐらしのなく頃に絆)  | 2     | |                      |        |
| Higurashi no Naku Koro ni Kizuna (яп. ひぐらしのなく頃に絆)  | 3     | Tokihogushi-hen (яп. 解々し編 Токихогуси-хэн, Глава о распутывании) | 28 мая 2009 года     | [ 12 ] |
| Higurashi no Naku Koro ni Kizuna (яп. ひぐらしのなく頃に絆)  | 3     | |                      |        |
| Higurashi no Naku Koro ni Kizuna (яп. ひぐらしのなく頃に絆)  | 4     | Kotohogushi-hen (яп. 言祝し編 Котохогуси-хэн, Глава о поздравлении) | 25 февраля 2010 года | [ 13 ] |
| Higurashi no Naku Koro ni Kizuna (яп. ひぐらしのなく頃に絆)  | 4     | |                      |        |
| Higurashi no Naku Koru ni Ho (яп. ひぐらしのなく頃に奉)      | 1     | Hinamizawa Teiryuujo (яп. 雛見沢停留所 Хинамидзава Тэйрю:дзё, Автобусная остановка «Хинамидзава») | 17 августа 2014 года | [ 8 ]  |
| Higurashi no Naku Koru ni Ho (яп. ひぐらしのなく頃に奉)      | 1     | |                      |        |
| Higurashi no Naku Koru ni Ho (яп. ひぐらしのなく頃に奉)      | 2     | Kamikashimashi-hen (яп. 神姦し編 Камикасимаси-хэн, Глава о прегрешении богов) | 17 августа 2014 года | [ 8 ]  |
| Higurashi no Naku Koru ni Ho (яп. ひぐらしのなく頃に奉)      | 2     | |                      |        |
| Higurashi no Naku Koru ni Sui (яп. ひぐらしのなく頃に粋)     | 1     | Hajisarashi-hen (яп. 羞晒し編 Хадзисараси-хэн, Глава стыда) | 12 марта 2015 года   | [ 14 ] |
| Higurashi no Naku Koru ni Sui (яп. ひぐらしのなく頃に粋)     | 1     | |                      |        |